# K-Ci & JoJo
K-Ci & JoJo ist ein US-amerikanisches R&B-Duo, bestehend aus den Brüdern K-Ci (geb. Cedric Hailey, * 2. September 1969) und JoJo (geb. Joel Hailey, * 10. Juni 1971).

## Leben und Karriere
Die Brüder wuchsen in Monroe (North Carolina) auf. Ab 1990 bildeten sie zusammen mit den Brüdern DeVante Swing und Dalvin DeGrate die R&B-Band Jodeci, mit der sie drei Alben und einige Chartsingles veröffentlicht hatten. Ab 1996 sagten sich die Hailey-Brüder los und veröffentlichten mit How Could You für den Soundtrack des Filmes Bulletproof eine erste Chartsingle. Mit How Do U Want It zusammen mit Rapper 2Pac hatten sie im selben Jahr ihren ersten Nr.1-Hit in den US-Charts. Das Debütalbum Love Always war sogleich das erfolgreichste, wurde mit Dreifachplatin ausgezeichnet und enthielt zudem die erfolgreichste Single: All My Life. Diese Ballade erreichte 1998 in den USA sowie Australien, Neuseeland und den Niederlanden Platz 1 der Charts.

## Diskografie

### Studioalben
| Jahr | Titel               | Höchstplatzierung, Gesamtwochen, AuszeichnungChartplatzierungen (Jahr, Titel, Platzierungen, Wochen, Auszeichnungen, Anmerkungen) | Höchstplatzierung, Gesamtwochen, AuszeichnungChartplatzierungen (Jahr, Titel, Platzierungen, Wochen, Auszeichnungen, Anmerkungen) | Höchstplatzierung, Gesamtwochen, AuszeichnungChartplatzierungen (Jahr, Titel, Platzierungen, Wochen, Auszeichnungen, Anmerkungen) | Höchstplatzierung, Gesamtwochen, AuszeichnungChartplatzierungen (Jahr, Titel, Platzierungen, Wochen, Auszeichnungen, Anmerkungen) | Anmerkungen                              |
| Jahr | Titel               | DE | CH | UK | US | Anmerkungen                              |
| ---- | ------------------- | --- | --- | --- | --- | ---------------------------------------- |
| 1997 | Love Always         | DE72 (4 Wo.)DE | CH28 (7 Wo.)CH | UK51 (2 Wo.)UK | US6 ×3Dreifachplatin · (90 Wo.)US                                                                                                 | Erstveröffentlichung: 16. Juni 1997      |
| 1999 | It’s Real           | — | — | UK56 (1 Wo.)UK | US8 Platin · (29 Wo.)US | Erstveröffentlichung: 22. Juni 1999      |
| 2000 | X                   | — | — | — | US20 Platin · (30 Wo.)US | Erstveröffentlichung: 5. Dezember 2000   |
| 2002 | Emotional           | — | — | — | US61 (9 Wo.)US | Erstveröffentlichung: 26. November 2002  |
| 2013 | My Brother’s Keeper | — | — | — | US77 (1 Wo.)US | Erstveröffentlichung: 30. September 2013 |

### Kompilationen
| Jahr | Titel                            | Höchstplatzierung, Gesamtwochen, AuszeichnungChartsChartplatzierungen (Jahr, Titel, Platzierungen, Wochen, Auszeichnungen, Anmerkungen) | Anmerkungen                           |
| Jahr | Titel                            | US | Anmerkungen                           |
| ---- | -------------------------------- | --- | ------------------------------------- |
| 2005 | All My Life: Their Greatest Hits | US52 (7 Wo.)US | Erstveröffentlichung: 8. Februar 2005 |

Weitere Alben
- 2006: 20th Century Masters – Millennium Collection: The Best of K-Ci & Jojo
- 2007: Ballad Collection for Lovers
- 2008: Playlist Your Way
- 2013: Ballads

### Singles als Leadmusiker
| Jahr | Titel Album                               | Höchstplatzierung, Gesamtwochen, AuszeichnungChartplatzierungen (Jahr, Titel, Album, Platzierungen, Wochen, Auszeichnungen, Anmerkungen) | Höchstplatzierung, Gesamtwochen, AuszeichnungChartplatzierungen (Jahr, Titel, Album, Platzierungen, Wochen, Auszeichnungen, Anmerkungen) | Höchstplatzierung, Gesamtwochen, AuszeichnungChartplatzierungen (Jahr, Titel, Album, Platzierungen, Wochen, Auszeichnungen, Anmerkungen) | Höchstplatzierung, Gesamtwochen, AuszeichnungChartplatzierungen (Jahr, Titel, Album, Platzierungen, Wochen, Auszeichnungen, Anmerkungen) | Höchstplatzierung, Gesamtwochen, AuszeichnungChartplatzierungen (Jahr, Titel, Album, Platzierungen, Wochen, Auszeichnungen, Anmerkungen) | Anmerkungen                              |
| Jahr | Titel Album                               | DE | AT | CH | UK | US | Anmerkungen                              |
| ---- | ----------------------------------------- | --- | --- | --- | --- | --- | ---------------------------------------- |
| 1996 | How Could You Love Always                 | — | — | — | — | US53 (15 Wo.)US | Erstveröffentlichung: November 1996      |
| 1997 | You Bring Me Up Love Always               | — | — | — | UK21 (2 Wo.)UK | US26 (20 Wo.)US | Erstveröffentlichung: 27. Mai 1997       |
| 1997 | Last Night’s Letter Love Always           | — | — | — | — | US46 (20 Wo.)US | Erstveröffentlichung: 16. September 1997 |
| 1998 | All My Life Love Always                   | DE5 (22 Wo.)DE | AT12 (12 Wo.)AT | CH4 (18 Wo.)CH | UK8 Platin · (15 Wo.)UK | US1 (36 Wo.)US | Erstveröffentlichung: 17. März 1998      |
| 1998 | Don’t Rush (Take Love Slowly) Love Always | — | — | — | UK16 (3 Wo.)UK | — | Erstveröffentlichung: August 1998        |
| 1999 | Life It’s Real                            | — | — | — | — | US60 (17 Wo.)US | Erstveröffentlichung: 26. Januar 1999    |
| 1999 | Tell Me It’s Real It’s Real               | DE85 (7 Wo.)DE | — | — | UK16 (7 Wo.)UK | US2 (20 Wo.)US | Erstveröffentlichung: 27. April 1999     |
| 2001 | Crazy X                                   | DE84 (3 Wo.)DE | — | — | UK35 (2 Wo.)UK | US11 (25 Wo.)US | Erstveröffentlichung: 2. März 2001       |

Weitere Singles
- 1999: Fee Fie Foe Fum
- 2000: Girl
- 2001: All the Things I Should Have Known
- 2001: Wanna Do You Right
- 2002: It’s Me
- 2002: This Very Moment
- 2013: Knock it off

### Singles als Gastmusiker
| Jahr | Titel Album                     | Höchstplatzierung, Gesamtwochen, AuszeichnungChartplatzierungen (Jahr, Titel, Album, Platzierungen, Wochen, Auszeichnungen, Anmerkungen) | Höchstplatzierung, Gesamtwochen, AuszeichnungChartplatzierungen (Jahr, Titel, Album, Platzierungen, Wochen, Auszeichnungen, Anmerkungen) | Höchstplatzierung, Gesamtwochen, AuszeichnungChartplatzierungen (Jahr, Titel, Album, Platzierungen, Wochen, Auszeichnungen, Anmerkungen) | Höchstplatzierung, Gesamtwochen, AuszeichnungChartplatzierungen (Jahr, Titel, Album, Platzierungen, Wochen, Auszeichnungen, Anmerkungen) | Anmerkungen                                               |
| Jahr | Titel Album                     | DE | CH | UK | US | Anmerkungen                                               |
| ---- | ------------------------------- | --- | --- | --- | --- | --------------------------------------------------------- |
| 1996 | How Do U Want It All Eyez on Me | DE24 (6 Wo.)DE | CH7 (4 Wo.)CH | UK3 Platin · (15 Wo.)UK | US1 ×5Fünffachplatin · (36 Wo.)US | Erstveröffentlichung: 4. Juni 1996 2Pac feat. K-Ci & JoJo |

## Auszeichnungen für Musikverkäufe
| Goldene Schallplatte - Australien - 1997: für die Single How Do U Want It - 1998: für das Album Love Always - Belgien - 1998: für die Single All My Life - Japan - 1999: für das Album It’s Real - Kanada - 1999: für das Album It’s Real - Neuseeland - 1997: für die Single How Could You - 1998: für das Album Love Always - 1999: für die Single Tell Me It’s Real - Norwegen - 1998: für die Single All My Life - Schweden - 1998: für die Single All My Life | Platin-Schallplatte - Australien - 1998: für die Single All My Life - Kanada - 1998: für das Album Love Always 2× Platin-Schallplatte - Neuseeland - 2023: für die Single All My Life - 2024: für die Single How Do U Want It |

Anmerkung: Auszeichnungen in Ländern aus den Charttabellen bzw. Chartboxen sind in ebendiesen zu finden.
| Land/RegionAuszeichnungen für Musikverkäufe (Land/Region, Auszeichnungen, Verkäufe, Quellen) | Silber  | Gold       | Platin       | Verkäufe  | Quellen                       |
| -------------------------------------------------------------------------------------------- | ------- | ---------- | ------------ | --------- | ----------------------------- |
| Australien (ARIA)                                                                            | —       | 2× Gold2   | Platin1      | 140.000   | aria.com.au                   |
| Belgien (BRMA)                                                                               | —       | Gold1      | —            | 25.000    | ultratop.be                   |
| Japan (RIAJ)                                                                                 | —       | Gold1      | —            | 100.000   | riaj.or.jp                    |
| Kanada (MC)                                                                                  | —       | Gold1      | Platin1      | 150.000   | musiccanada.com               |
| Neuseeland (RMNZ)                                                                            | —       | 3× Gold3   | 4× Platin4   | 137.500   | aotearoamusiccharts.co.nz NZ2 |
| Norwegen (IFPI)                                                                              | —       | Gold1      | —            | 10.000    | ifpi.no                       |
| Schweden (IFPI)                                                                              | —       | Gold1      | —            | 15.000    | ifpi.se                       |
| Vereinigte Staaten (RIAA)                                                                    | —       | —          | 5× Platin5   | 5.000.000 | riaa.com                      |
| Vereinigtes Königreich (BPI)                                                                 | Silber1 | —          | Platin1      | 800.000   | bpi.co.uk                     |
| Insgesamt                                                                                    | Silber1 | 10× Gold10 | 12× Platin12 |           |                               |

## Belege
1. 1 2 3 4  Chartquellen: DE AT CH UK US
2. ↑  Dean Scapolo: The Complete New Zealand Music Charts: 1966 – 2006. Maurienne House, 2007, ISBN 978-1-877443-00-8 (englisch).